# Wyrd Mons
Il Wyrd Mons è una struttura geologica della superficie di Venere.